# Chrysozephyrus sikkimensis
Chrysozephyrus sikkimensis is een vlinder uit de familie van de Lycaenidae. De wetenschappelijke naam van de soort is voor het eerst geldig gepubliceerd in 1957 door Howarth.